# Port lotniczy Aberdeen
Port lotniczy Aberdeen (ang.: Aberdeen Airport, kod IATA: ABZ, kod ICAO: EGPD) – międzynarodowy port lotniczy, jeden z największych w Szkocji, położony 9 km na północny zachód od Aberdeen, w miejscowości Dyce.
Port lotniczy Aberdeen zawiera ważny heliport dla ruchu do platform wiertniczych na Morzu Północnym. Port ma przeznaczone dla wyłącznego ruchu śmigłowców trzy osobne drogi startowe oznaczone kierunkowo prefiksem "H".

## Linie lotnicze i połączenia
| Linia lotnicza               | Kierunek |
| ---------------------------- | --- |
| Aer Lingus                   | 1. Dublin |
| Air Baltic                   | Sezonowo: 1. Ryga |
| BH Air                       | Sezonowo: 1. Burgas |
| British Airways              | 1. Londyn-Heathrow Sezonowo: 1. Londyn-City |
| Eastern Airways              | 1. Humberside 2. Wick |
| EasyJet                      | 1. Londyn-Gatwick 2. Londyn-Luton Sezonowo: 1. Genewa |
| KLM                          | 1. Amsterdam |
| Loganair                     | 1. Belfast-City 2. Birmingham 3. Bristol 4. Dublin 5. Esbjerg 6. Kirkwall 7. Manchester 8. Newcastle 9. Newquay 10. Norwich 11. Oslo-Gardermoen 12. Southampton 13. Sumburgh 14. Teesside |
| Ryanair                      | 1. Kraków (od 2 kwietnia 2025) Sezonowo: 1. Alicante (powrót 14 marca 2024) 2. Faro 3. Malaga                                                                                             |
| Scandinavian Airlines System | 1. Kopenhaga 2. Stavanger |
| TUI Airways                  | Sezonowo: 1. Dalaman 2. Korfu 3. Palma de Mallorca 4. Reus 5. Teneryfa-Południe |
| Widerøe                      | 1. Bergen 2. Stavanger |
| Wizz Air                     | 1. Gdańsk |

### Cargo
| Linia lotnicza | Kierunek                            |
| -------------- | ----------------------------------- |
| DHL Aviation   | 1. East Midlands                    |
| Royal Mail     | 1. Edynburg 2. Kirkwall 3. Sumburgh |